# 日本自治体労働組合総連合愛知県本部
日本自治体労働組合総連合愛知県本部（にほんじちたいろうどうくみあいそうれんごうあいちけんほんぶ、略称：自治労連愛知県本部〈じちろうれんあいちけんほんぶ〉）は、
愛知県内の主要な自治体の労働組合と関係公営企業・公社の職員で組織される日本自治体労働組合総連合の下部団体である。
名古屋市をはじめ、豊橋市・豊川市・蒲郡市・西尾市・碧南市・知立市・瀬戸市・春日井市・長久手市・北名古屋市・半田市・犬山市・岩倉市・一宮市・清須市・新城市・東栄町・武豊町・幸田町・蟹江町や
名古屋市上下水道局・あま市民病院（あま市）・海部地区環境事務組合（弥富市）・岩倉市社会福祉協議会などの職員労働組合は自治労連愛知県本部の傘下にあり、
愛知県内では全日本自治団体労働組合をしのぐ勢力を持っている。

## 執行部役員表
| 執行委員長           | 執行委員長           | 長坂圭造（豊橋市職員労働組合出身、愛知県労働組合総連合〈愛労連〉副議長）       | 長坂圭造（豊橋市職員労働組合出身、愛知県労働組合総連合〈愛労連〉副議長）       | 長坂圭造（豊橋市職員労働組合出身、愛知県労働組合総連合〈愛労連〉副議長）       | 長坂圭造（豊橋市職員労働組合出身、愛知県労働組合総連合〈愛労連〉副議長）       | 長坂圭造（豊橋市職員労働組合出身、愛知県労働組合総連合〈愛労連〉副議長）       | 長坂圭造（豊橋市職員労働組合出身、愛知県労働組合総連合〈愛労連〉副議長）       |
| 副執行委員長         | 副執行委員長         | 鈴木常浩（直属分会出身、元・日本自治体労働組合総連合中央執行委員）             | 鈴木常浩（直属分会出身、元・日本自治体労働組合総連合中央執行委員）             | 鈴木常浩（直属分会出身、元・日本自治体労働組合総連合中央執行委員）             | 鈴木常浩（直属分会出身、元・日本自治体労働組合総連合中央執行委員）             | 鈴木常浩（直属分会出身、元・日本自治体労働組合総連合中央執行委員）             | 鈴木常浩（直属分会出身、元・日本自治体労働組合総連合中央執行委員）             |
| 副執行委員長         | 副執行委員長         | 蛯原京子（名古屋市職員労働組合執行委員長、愛知県労働組合総連合〈愛労連〉幹事） | 蛯原京子（名古屋市職員労働組合執行委員長、愛知県労働組合総連合〈愛労連〉幹事） | 蛯原京子（名古屋市職員労働組合執行委員長、愛知県労働組合総連合〈愛労連〉幹事） | 蛯原京子（名古屋市職員労働組合執行委員長、愛知県労働組合総連合〈愛労連〉幹事） | 蛯原京子（名古屋市職員労働組合執行委員長、愛知県労働組合総連合〈愛労連〉幹事） | 蛯原京子（名古屋市職員労働組合執行委員長、愛知県労働組合総連合〈愛労連〉幹事） |
| 副執行委員長         | 副執行委員長         | 伊藤英一（豊橋市職員労働組合出身）                                             | 伊藤英一（豊橋市職員労働組合出身）                                             | 伊藤英一（豊橋市職員労働組合出身）                                             | 伊藤英一（豊橋市職員労働組合出身）                                             | 伊藤英一（豊橋市職員労働組合出身）                                             | 伊藤英一（豊橋市職員労働組合出身）                                             |
| 副執行委員長         | 副執行委員長         | 小川薫（岩倉市職員組合出身）                                                   | 小川薫（岩倉市職員組合出身）                                                   | 小川薫（岩倉市職員組合出身）                                                   | 小川薫（岩倉市職員組合出身）                                                   | 小川薫（岩倉市職員組合出身）                                                   | 小川薫（岩倉市職員組合出身）                                                   |
| 書記長               | 書記長               | 林達也（犬山市職員労働組合出身、愛知県労働組合総連合〈愛労連〉幹事）           | 林達也（犬山市職員労働組合出身、愛知県労働組合総連合〈愛労連〉幹事）           | 林達也（犬山市職員労働組合出身、愛知県労働組合総連合〈愛労連〉幹事）           | 林達也（犬山市職員労働組合出身、愛知県労働組合総連合〈愛労連〉幹事）           | 林達也（犬山市職員労働組合出身、愛知県労働組合総連合〈愛労連〉幹事）           | 林達也（犬山市職員労働組合出身、愛知県労働組合総連合〈愛労連〉幹事）           |
| 書記次長 兼 財政局長 | 書記次長 兼 財政局長 | 平野正一（直属分会出身）                                                       | 平野正一（直属分会出身）                                                       | 平野正一（直属分会出身）                                                       | 平野正一（直属分会出身）                                                       | 平野正一（直属分会出身）                                                       | 平野正一（直属分会出身）                                                       |
| 執行委員             | 執行委員             | 知崎広二（名古屋市職員労働組合出身、愛知県労働組合総連合〈愛労連〉事務局長）   | 知崎広二（名古屋市職員労働組合出身、愛知県労働組合総連合〈愛労連〉事務局長）   | 知崎広二（名古屋市職員労働組合出身、愛知県労働組合総連合〈愛労連〉事務局長）   | 知崎広二（名古屋市職員労働組合出身、愛知県労働組合総連合〈愛労連〉事務局長）   | 知崎広二（名古屋市職員労働組合出身、愛知県労働組合総連合〈愛労連〉事務局長）   | 知崎広二（名古屋市職員労働組合出身、愛知県労働組合総連合〈愛労連〉事務局長）   |
| 執行委員             | 執行委員             | 鈴木貴夫（西尾市職員組合出身）                                                 | 鈴木貴夫（西尾市職員組合出身）                                                 | 鈴木貴夫（西尾市職員組合出身）                                                 | 鈴木貴夫（西尾市職員組合出身）                                                 | 鈴木貴夫（西尾市職員組合出身）                                                 | 鈴木貴夫（西尾市職員組合出身）                                                 |
| 執行委員             | 執行委員             | 横井透（名古屋水道労働組合出身）                                               | 横井透（名古屋水道労働組合出身）                                               | 横井透（名古屋水道労働組合出身）                                               | 横井透（名古屋水道労働組合出身）                                               | 横井透（名古屋水道労働組合出身）                                               | 横井透（名古屋水道労働組合出身）                                               |
| 執行委員             | 執行委員             | 中根徳男（蒲郡市職員労働組合出身）                                             | 中根徳男（蒲郡市職員労働組合出身）                                             | 中根徳男（蒲郡市職員労働組合出身）                                             | 中根徳男（蒲郡市職員労働組合出身）                                             | 中根徳男（蒲郡市職員労働組合出身）                                             | 中根徳男（蒲郡市職員労働組合出身）                                             |
| 執行委員             | 執行委員             | 畠山和也（碧南市職員組合出身）                                                 | 畠山和也（碧南市職員組合出身）                                                 | 畠山和也（碧南市職員組合出身）                                                 | 畠山和也（碧南市職員組合出身）                                                 | 畠山和也（碧南市職員組合出身）                                                 | 畠山和也（碧南市職員組合出身）                                                 |
| 執行委員             | 執行委員             | 上四元直樹（瀬戸市職員労働組合出身）                                           | 上四元直樹（瀬戸市職員労働組合出身）                                           | 上四元直樹（瀬戸市職員労働組合出身）                                           | 上四元直樹（瀬戸市職員労働組合出身）                                           | 上四元直樹（瀬戸市職員労働組合出身）                                           | 上四元直樹（瀬戸市職員労働組合出身）                                           |
| 執行委員             | 執行委員             | 山田耕平（犬山市職員労働組合出身）                                             | 山田耕平（犬山市職員労働組合出身）                                             | 山田耕平（犬山市職員労働組合出身）                                             | 山田耕平（犬山市職員労働組合出身）                                             | 山田耕平（犬山市職員労働組合出身）                                             | 山田耕平（犬山市職員労働組合出身）                                             |
| 執行委員             | 執行委員             | 平野智之（半田市職員組合出身）                                                 | 平野智之（半田市職員組合出身）                                                 | 平野智之（半田市職員組合出身）                                                 | 平野智之（半田市職員組合出身）                                                 | 平野智之（半田市職員組合出身）                                                 | 平野智之（半田市職員組合出身）                                                 |
| 執行委員             | 執行委員             | 見田久（あま市民病院職員労働組合出身）                                         | 見田久（あま市民病院職員労働組合出身）                                         | 見田久（あま市民病院職員労働組合出身）                                         | 見田久（あま市民病院職員労働組合出身）                                         | 見田久（あま市民病院職員労働組合出身）                                         | 見田久（あま市民病院職員労働組合出身）                                         |
| 執行委員             | 執行委員             | 中嶋安菜（清須市職員労働組合出身）                                             | 中嶋安菜（清須市職員労働組合出身）                                             | 中嶋安菜（清須市職員労働組合出身）                                             | 中嶋安菜（清須市職員労働組合出身）                                             | 中嶋安菜（清須市職員労働組合出身）                                             | 中嶋安菜（清須市職員労働組合出身）                                             |
| 執行委員             | 執行委員             | 羽生明人（名古屋市職員労働組合出身）                                           | 羽生明人（名古屋市職員労働組合出身）                                           | 羽生明人（名古屋市職員労働組合出身）                                           | 羽生明人（名古屋市職員労働組合出身）                                           | 羽生明人（名古屋市職員労働組合出身）                                           | 羽生明人（名古屋市職員労働組合出身）                                           |
| 執行委員             | 執行委員             | 神谷塁（名古屋水道労働組合出身）                                               | 神谷塁（名古屋水道労働組合出身）                                               | 神谷塁（名古屋水道労働組合出身）                                               | 神谷塁（名古屋水道労働組合出身）                                               | 神谷塁（名古屋水道労働組合出身）                                               | 神谷塁（名古屋水道労働組合出身）                                               |
| 執行委員             | 執行委員             | 前田華那（名古屋市職員労働組合出身）                                           | 前田華那（名古屋市職員労働組合出身）                                           | 前田華那（名古屋市職員労働組合出身）                                           | 前田華那（名古屋市職員労働組合出身）                                           | 前田華那（名古屋市職員労働組合出身）                                           | 前田華那（名古屋市職員労働組合出身）                                           |
| 執行委員             | 執行委員             | 菊池真梨（豊橋市職員労働組合出身）                                             | 菊池真梨（豊橋市職員労働組合出身）                                             | 菊池真梨（豊橋市職員労働組合出身）                                             | 菊池真梨（豊橋市職員労働組合出身）                                             | 菊池真梨（豊橋市職員労働組合出身）                                             | 菊池真梨（豊橋市職員労働組合出身）                                             |
| 会計監査             | 会計監査             | 磯村和佳子（名古屋市職員労働組合出身）                                         | 磯村和佳子（名古屋市職員労働組合出身）                                         | 磯村和佳子（名古屋市職員労働組合出身）                                         | 磯村和佳子（名古屋市職員労働組合出身）                                         | 磯村和佳子（名古屋市職員労働組合出身）                                         | 磯村和佳子（名古屋市職員労働組合出身）                                         |
| 会計監査             | 会計監査             | 細田由起子（新城市職員労働組合出身）                                           | 細田由起子（新城市職員労働組合出身）                                           | 細田由起子（新城市職員労働組合出身）                                           | 細田由起子（新城市職員労働組合出身）                                           | 細田由起子（新城市職員労働組合出身）                                           | 細田由起子（新城市職員労働組合出身）                                           |
| 会計監査             | 会計監査             | 小泉勇志（武豊町職員労働組合出身）                                             | 小泉勇志（武豊町職員労働組合出身）                                             | 小泉勇志（武豊町職員労働組合出身）                                             | 小泉勇志（武豊町職員労働組合出身）                                             | 小泉勇志（武豊町職員労働組合出身）                                             | 小泉勇志（武豊町職員労働組合出身）                                             |
| 特別執行委員         | 特別執行委員         | 中川悟（日本自治体労働組合総連合書記長、名古屋市職員労働組合出身）             | 中川悟（日本自治体労働組合総連合書記長、名古屋市職員労働組合出身）             | 中川悟（日本自治体労働組合総連合書記長、名古屋市職員労働組合出身）             | 中川悟（日本自治体労働組合総連合書記長、名古屋市職員労働組合出身）             | 中川悟（日本自治体労働組合総連合書記長、名古屋市職員労働組合出身）             | 中川悟（日本自治体労働組合総連合書記長、名古屋市職員労働組合出身）             |
| 特別執行委員         | 特別執行委員         | 伊藤慎次（前・自治労連愛知県本部執行委員長、名古屋市職員労働組合出身）         | 伊藤慎次（前・自治労連愛知県本部執行委員長、名古屋市職員労働組合出身）         | 伊藤慎次（前・自治労連愛知県本部執行委員長、名古屋市職員労働組合出身）         | 伊藤慎次（前・自治労連愛知県本部執行委員長、名古屋市職員労働組合出身）         | 伊藤慎次（前・自治労連愛知県本部執行委員長、名古屋市職員労働組合出身）         | 伊藤慎次（前・自治労連愛知県本部執行委員長、名古屋市職員労働組合出身）         |
| 特別執行委員         | 特別執行委員         | 梅野敏基（元・自治労連愛知県本部執行委員長、瀬戸市職員労働組合出身）           | 梅野敏基（元・自治労連愛知県本部執行委員長、瀬戸市職員労働組合出身）           | 梅野敏基（元・自治労連愛知県本部執行委員長、瀬戸市職員労働組合出身）           | 梅野敏基（元・自治労連愛知県本部執行委員長、瀬戸市職員労働組合出身）           | 梅野敏基（元・自治労連愛知県本部執行委員長、瀬戸市職員労働組合出身）           | 梅野敏基（元・自治労連愛知県本部執行委員長、瀬戸市職員労働組合出身）           |
| 特別執行委員         | 特別執行委員         | 大橋宗明（元・自治労連名古屋市職員労働組合執行委員長）                         | 大橋宗明（元・自治労連名古屋市職員労働組合執行委員長）                         | 大橋宗明（元・自治労連名古屋市職員労働組合執行委員長）                         | 大橋宗明（元・自治労連名古屋市職員労働組合執行委員長）                         | 大橋宗明（元・自治労連名古屋市職員労働組合執行委員長）                         | 大橋宗明（元・自治労連名古屋市職員労働組合執行委員長）                         |
| 特別執行委員         | 特別執行委員         | 吉良多喜夫（前・愛知県労働組合総連合〈愛労連〉事務局長、直属分会出身）         | 吉良多喜夫（前・愛知県労働組合総連合〈愛労連〉事務局長、直属分会出身）         | 吉良多喜夫（前・愛知県労働組合総連合〈愛労連〉事務局長、直属分会出身）         | 吉良多喜夫（前・愛知県労働組合総連合〈愛労連〉事務局長、直属分会出身）         | 吉良多喜夫（前・愛知県労働組合総連合〈愛労連〉事務局長、直属分会出身）         | 吉良多喜夫（前・愛知県労働組合総連合〈愛労連〉事務局長、直属分会出身）         |

## 所在地
- 愛知県名古屋市北区柳原3丁目7番8号

自治労連愛知県本部の建物は、労働戦線分裂まで自治労愛知県本部であった。